# Đền Luxor
Đền Luxor là một quần thể đền thờ nằm ở bờ đông sông Nin thuộc thành phố Thebes cổ xưa và Luxor, Ai Cập ngày nay, được xây dựng vào năm 1400 TCN. Trong tiếng Ai Cập, nó được gọi là ipet resyt, nghĩa là "nơi linh thiêng phía nam".
Bốn ngôi đền được tham quan nhiều nhất bởi khách du lịch là đền Seti I tại Gurnah, đền Hatshepsut tại Deir el Bahri, đền Ramesseum của Ramesses II và đền Ramesses III tại Medinet Habu. Phía bắc của cụm đền thờ Luxor là quần thể đền Karnak khá nổi tiếng.
Không như những đền thờ khác tại Thebes, đền Luxor không dành để thờ bất kỳ một vị thần hay một vị vua nào. Đây là nơi làm lễ đăng quang của các vị vua trên thực tế lẫn lý thuyết (như trường hợp của Alexander Đại đế, người từng khẳng định lên ngôi tại Luxor nhưng có lẽ chưa bao giờ đặt chân tại đây).
Phía sau ngôi đền là những nhà thờ nhỏ được xây bởi Amenhotep III và Alexander. Những công trình khác trong khu phức hợp đền được bổ sung bởi Tutankhamun và Ramesses II. Trong thời kỳ La Mã chiếm đóng Ai Cập, nơi đây trở thành một pháo đài và là nhà ở của các quan thủ phủ người La Mã.

## Xây dựng

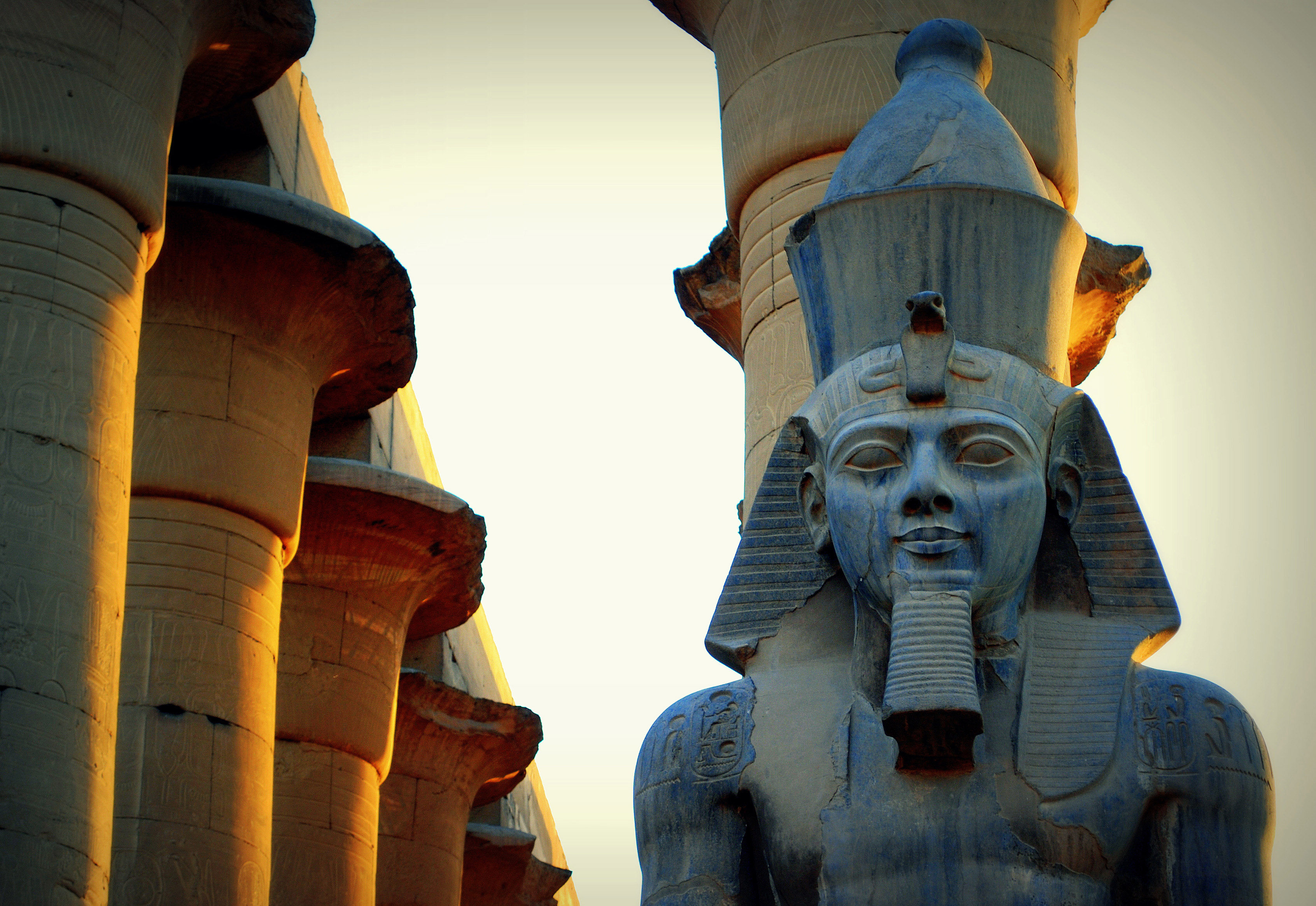
Tượng của Ramesses II tại đền Luxor

Đền Luxor được xây dựng chủ yếu bằng sa thạch được lấy từ Gebel Silsileh, một mỏ đá nằm phía tây nam Luxor. Loại đá này còn được gọi là "sa thạch Nubia". Loại đá này cũng được dùng để tái dựng lại các di tích đền đài ở Thượng Ai Cập.
Ngay trước cổng đền là hai cột tháp obelisks đứng sừng sững giữa trời, một điều đặc biệt là chúng không cùng chiều cao (cột nhỏ hơn hiện đang ở Quảng trường Concorde, Paris, Pháp). Chính vì cách bố trí của ngôi đền nên đa số chúng ta đều tưởng rằng chúng có cùng kích thước với các bức tường thành trong nôi đền. Đây là một hiệu ứng không gian làm tăng kích thước "ảo" của những bờ tường, kể cả những đường đi.

## Lễ hội
Đền Luxor có ý nghĩa khá quan trọng trong những dịp lễ hội, đặc biệt là lễ Opet. Opet là lễ kỷ niệm ngày cưới của thần Amun và Mut. Vào ngày này, các bức tượng của Amun, Muti và Khonsu - con trai họ (gọi chung là Bộ ba Theban) sẽ được đưa ra khỏi đền thờ chính của họ tại Karnak và đem đến Luxor. Lễ Opet được diễn ra vào mùa lũ, khi đó nước sông Nin dâng tràn và họ sẽ dùng thuyền để chở những bức tượng.
Các pharaon cũng được tạc tượng tại đây, như là hiện thân của một thánh sống, điển hình là những bức tượng của Ramesses II trước cổng đền.

## Khai quật

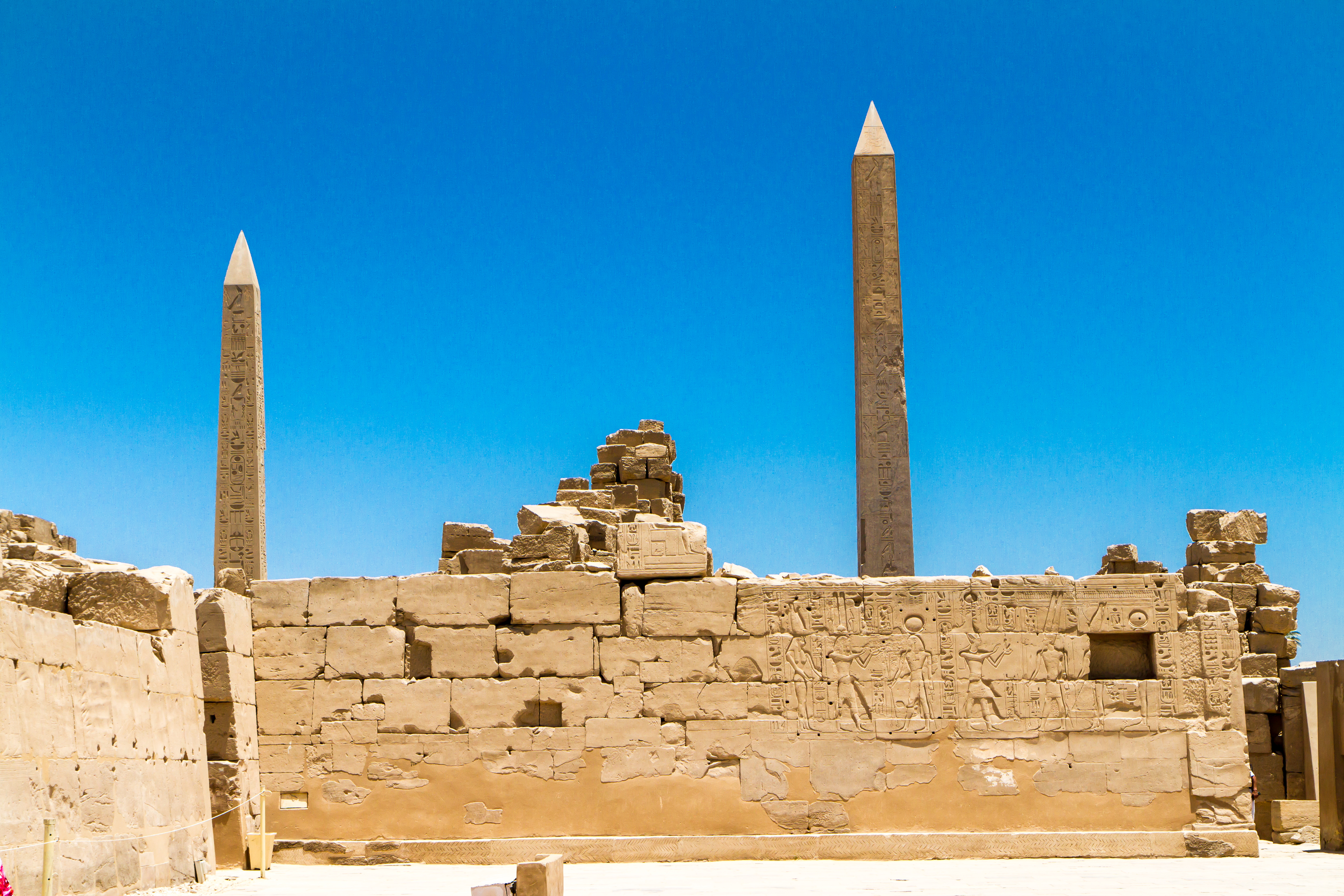
2 cột tháp obelisk. Cột thấp hơn hiện ở Pháp

Từ thời Trung cổ, những người Hồi giáo đã định cư xung quanh đền Luxor. Do trước kia, nhiều công trình được xây dựng trên vùng đất này, rồi trải qua nhiều thế kỷ, tàn tích của chúng tích lũy nhiều đến nỗi đã tạo ra một ngọn đồi nhân tạo cao từ 14,5 đến 15 mét. Gaston Maspero đã khai quật ngôi đền này sau năm 1884 sau khi được sự cho phép của chính quyền. Các cuộc khai quật được thực hiện không thường xuyên kéo dãi mãi đến năm 1960.

## Đền thờ
Có 6 miếu thờ là các trạm dừng chân trong việc đón đưa các tượng thần ở lễ Opet, được xây dựng dọc theo con đường nối từ Luxor đến Karnak, đặt thẳng hàng với các bức tượng nhân sư của Nectanebo I. Mỗi đền mang một ý nghĩa khác nhau. Ví dụ trạm thứ 4 là nơi làm mát mái chèo của Amun và trạm thứ 6 là nơi dừng chân của ngài.

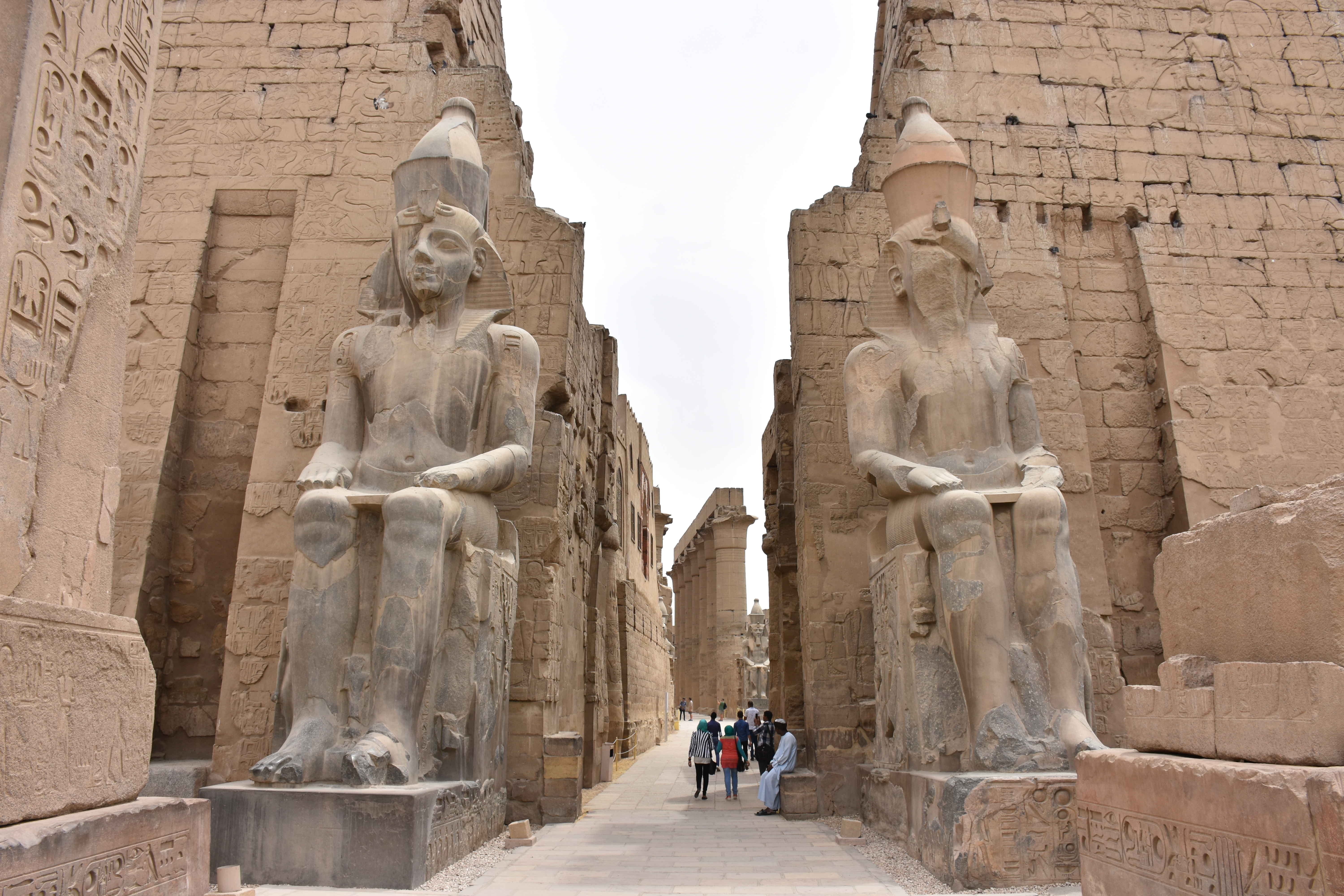
Lối vào đền Luxor. Hai bên là tượng của Ramesses II

## Chú thích

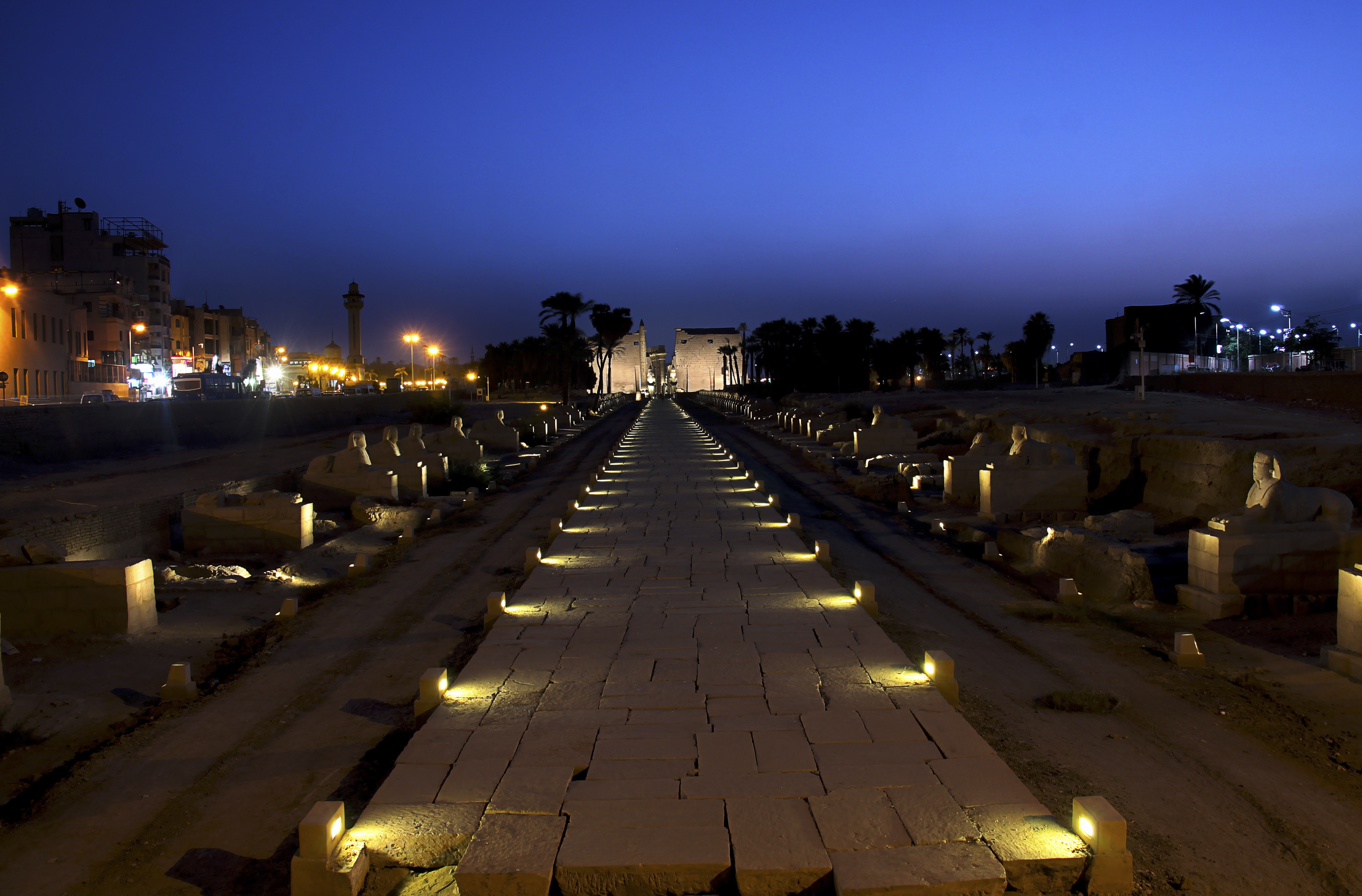
Đền Luxor về đêm